# 狭序翠雀花
狭序翠雀花（学名：Delphinium wrightii）是毛茛科翠雀属的植物，是中国的特有植物。分布于中国大陆的四川等地，生长于海拔3,400米的地区，见于山地草坡，目前尚未由人工引种栽培。
种名 wrightii 以19世纪美国生物学家Charles Wright的名字命名。